# Statistiky hráčů Brooklyn Americans (1941/1942)
Statistiky hráčů Brooklyn Americans v sezoně 1941/1942:

## Brankáři
| Jméno          | Z  | V  | P  | R | MIN  | OG  | ČK | POG  |
| -------------- | -- | -- | -- | - | ---- | --- | -- | ---- |
| Chuck Rayner   | 36 | 13 | 21 | 2 | 2230 | 129 | 1  | 4.50 |
| Earl Robertson | 12 | 3  | 8  | 1 | 750  | 46  | 0  | 1.30 |

## Obránci
| Hráč           | post | Z  | G  | A  | B  | TM  |
| -------------- | ---- | -- | -- | -- | -- | --- |
| Tom Anderson   | D    | 48 | 12 | 29 | 41 | 54  |
| Andy Branigan  | D    | 21 | 0  | 2  | 2  | 26  |
| Jack Church    | D    | 15 | 1  | 3  | 4  | 10  |
| Pat Egan       | D    | 48 | 8  | 20 | 28 | 124 |
| Wilf Field     | D    | 41 | 6  | 9  | 15 | 23  |
| Nick Knott     | D    | 14 | 3  | 1  | 4  | 9   |
| Hazen McAndrew | D    | 7  | 0  | 1  | 1  | 6   |

## Útočníci

### Levá křídla
| Hráč            | post | Z  | G  | A  | B  | TM |
| --------------- | ---- | -- | -- | -- | -- | -- |
| Buzz Boll       | LW   | 48 | 11 | 15 | 26 | 23 |
| Red Heron       | LW   | 11 | 0  | 1  | 1  | 2  |
| Joe Krol        | LW   | 24 | 9  | 3  | 12 | 8  |
| Harry Watson    | LW   | 47 | 10 | 8  | 18 | 6  |
| Ralph Wycherley | LW   | 2  | 0  | 2  | 2  | 2  |

### Centři
| Hráč             | post | Z  | G | A  | B  | TM |
| ---------------- | ---- | -- | - | -- | -- | -- |
| Murray Armstrong | C    | 45 | 6 | 22 | 28 | 15 |
| Bill Benson      | C    | 45 | 8 | 21 | 29 | 31 |
| Ken Mosdell      | C    | 41 | 7 | 9  | 16 | 16 |
| Fred Thurier     | C    | 27 | 7 | 7  | 14 | 4  |

### Pravá křídla
| Hráč               | post | Z  | G  | A  | B  | TM |
| ------------------ | ---- | -- | -- | -- | -- | -- |
| Murph Chamberlain  | RW   | 11 | 6  | 9  | 15 | 16 |
| Mel Hill           | RW   | 47 | 14 | 23 | 37 | 10 |
| Pep Kelly          | RW   | 8  | 1  | 0  | 1  | 0  |
| Pete Kelly         | RW   | 7  | 0  | 1  | 1  | 4  |
| Norm Larson        | RW   | 40 | 16 | 9  | 25 | 6  |
| Gus Marker         | RW   | 17 | 2  | 5  | 7  | 2  |
| Peanuts O´Flaherty | RW   | 11 | 1  | 1  | 2  | 0  |
| Bill Summerhill    | RW   | 16 | 5  | 5  | 10 | 18 |